# Beat Crazy
Beat Crazy  è un album del musicista inglese Joe Jackson pubblicato nel 1980. Beat Crazy è a tratti ispirato al reggae, genere in cui Jackson si cimentò brevemente agli inizi degli anni ottanta anche collaborando con Lincoln Thompson.

## Formazione
- Joe Jackson – voce, tastiere, melodica
- Graham Maby – basso, voce
- Gary Sanford – chitarra
- David Houghton – percussioni, voce

## Tracce
Tutte le canzoni sono scritte e arrangiate da Joe Jackson.
1. Beat Crazy – 4:15
2. One to One – 3:22
3. In Every Dream Home (A Nightmare) – 4:30
4. The Evil Eye – 3:46
5. Mad at You – 6:02
6. Crime Don't Pay – 4:25
7. Someone Up There – 3:47
8. Battleground – 2:33
9. Biology – 4:31
10. Pretty Boys – 3:41
11. Fit – 4:43